# Хотавлє
Хотавлє (словен. Hotavlje) — поселення в общині Гореня вас-Поляне, Горенський регіон, Словенія. Висота над рівнем моря: 445,2 м.